# Festuca hystrix
Festuca hystrix es una especie de gramíneas de las Poaceae. Es originaria de Europa de la región Mediterránea (Íbero-magrebí).

## Descripción
Es una planta herbácea perenne, cespitosa, con tallos cortos, de unos 10-20 cm. Las hojas son cortas y densamente agrupadas en rosetas basales, presentan aurículas agudas y blanquecinas, son recurvadas, de color verde-azulado, con la zona apical aplanada y puntiaguda. Las flores se agrupan en panículas espiciformes cortas y densas. Cada espiguilla suele tener de 3-4 flores fértiles, de un cierto color rojizo.

## Distribución y hábitat
Tiene una distribución Mediterránea. En España se encuentra en Alicante, Castellón, Tarragona y Valencia en los matorrales y pedregales de montaña. En grietas de rocas calcáreas.

## Taxonomía
Festuca hystrix fue descrita por Pierre Edmond Boissier y publicado en Elenchus Plantarum Novarum 89. 1838.
Citología
Número de cromosomas de Festuca hystrix (Fam. Gramineae) y táxones infraespecíficos: 2n=28+0-2B
Etimología
Festuca: nombre genérico que deriva del latín y significa tallo o brizna de paja, también el nombre de una mala hierba entre la cebada.
hystrix: epíteto
Sinonimia
- Festuca duriuscula var. hystrix (Boiss.) Boiss.
- Festuca indigesta var. hystrix (Boiss.) Willk. ex Willk. & Lange	[5][6]